# 西冰庫洞
西冰庫洞（：／ Seobinggo dong */?）是位於韓國首爾龙山区的一个行政洞，位于龙山区南部。

## 概况
西冰庫洞毗鄰漢江，位於盤浦大橋北側，因1396年建有冰庫而得名，儘管冰庫已於1894年拆除，但周邊的建築格局卻一直保持到朝鮮戰爭爆發前。

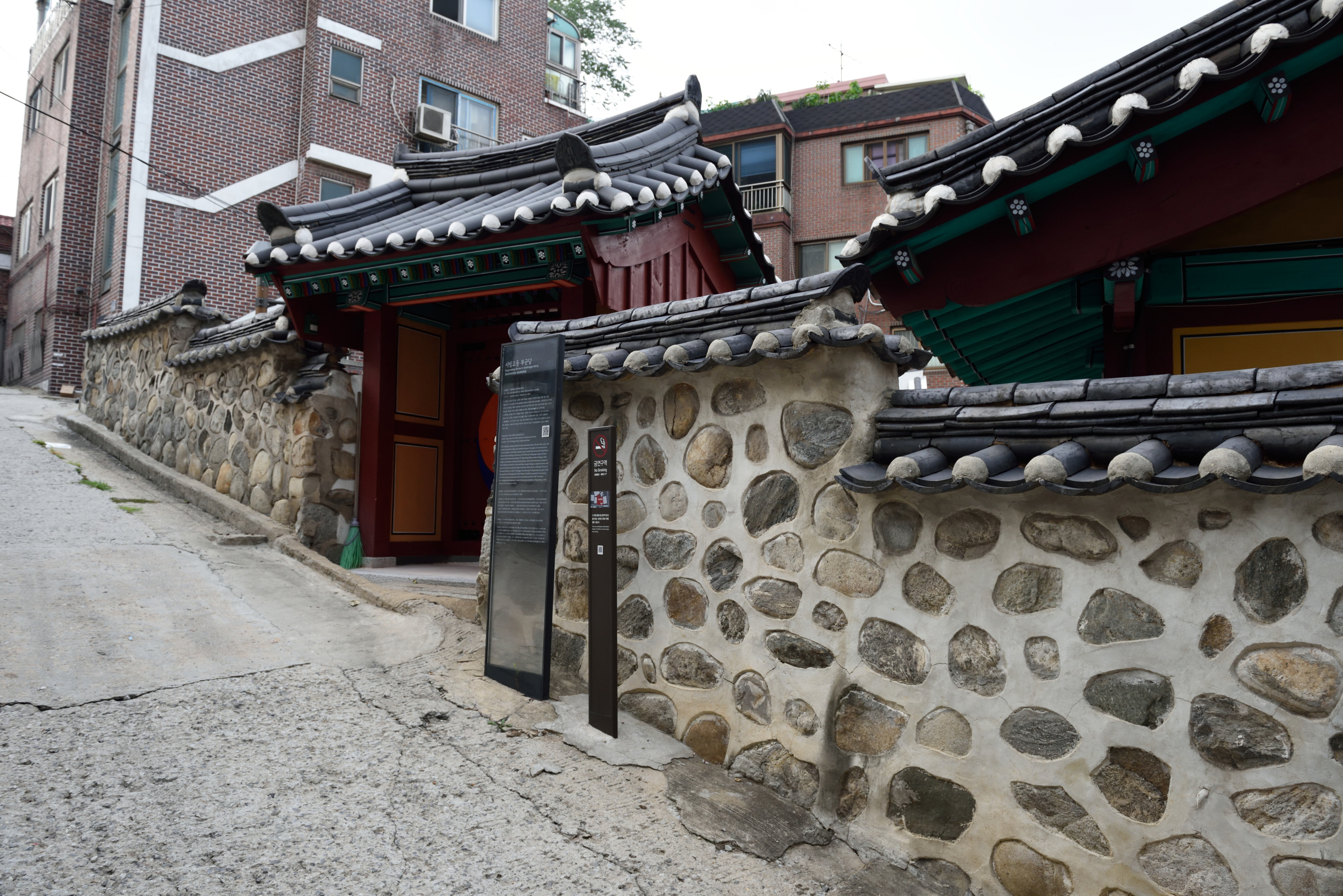
西冰庫洞府君堂（朝鲜语：서빙고동 부군당）
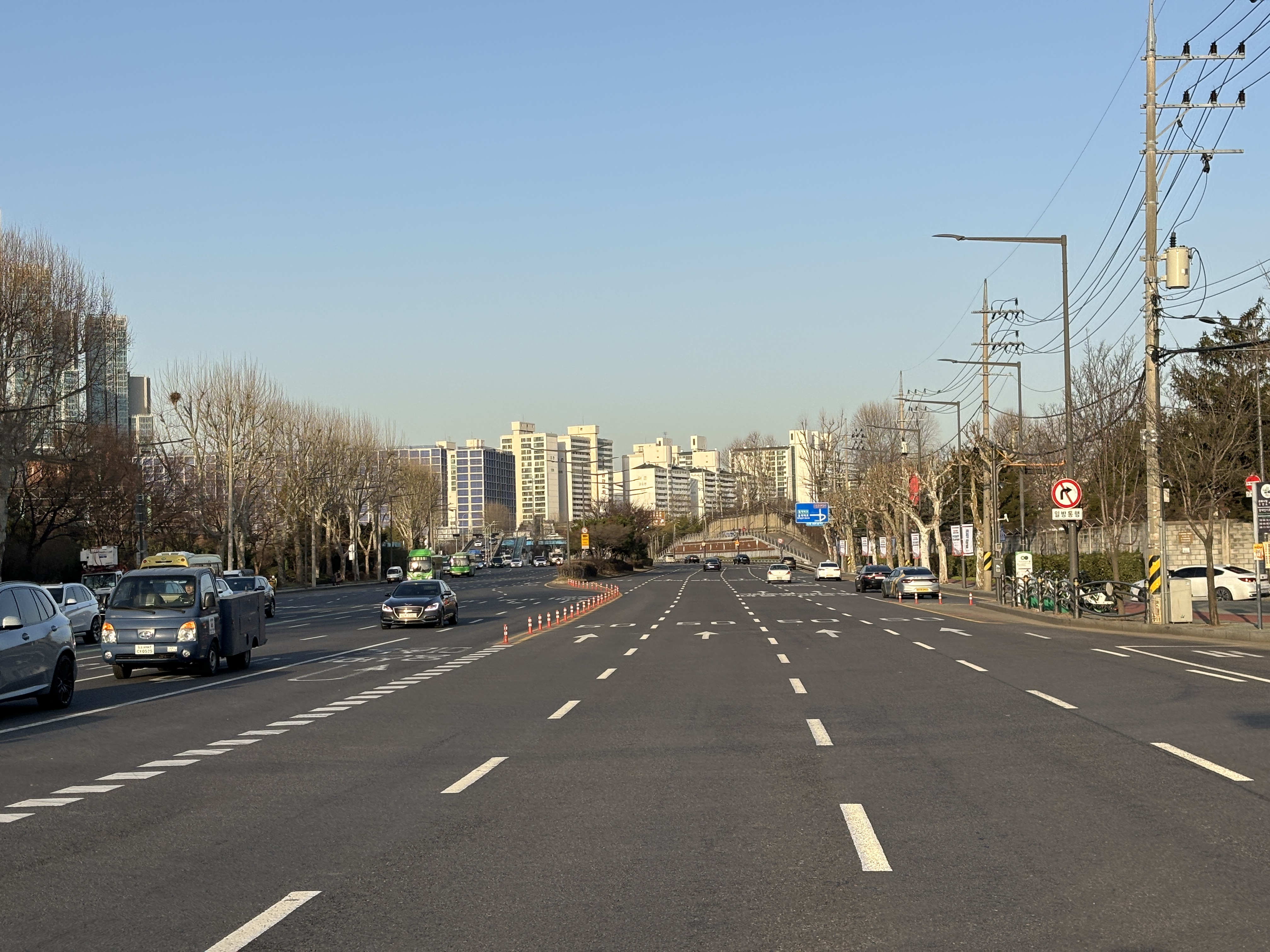
西冰库路
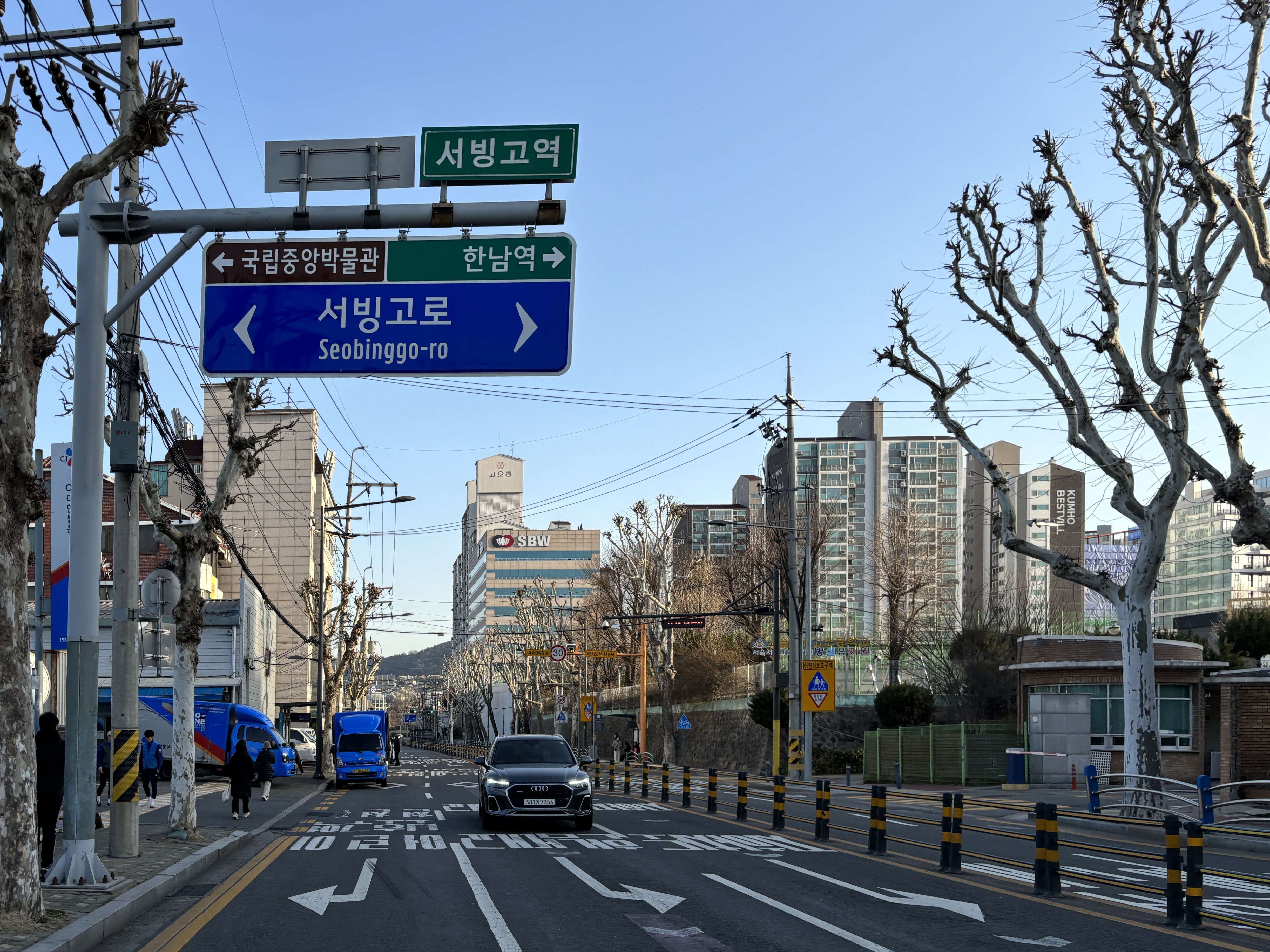
西冰库路51街
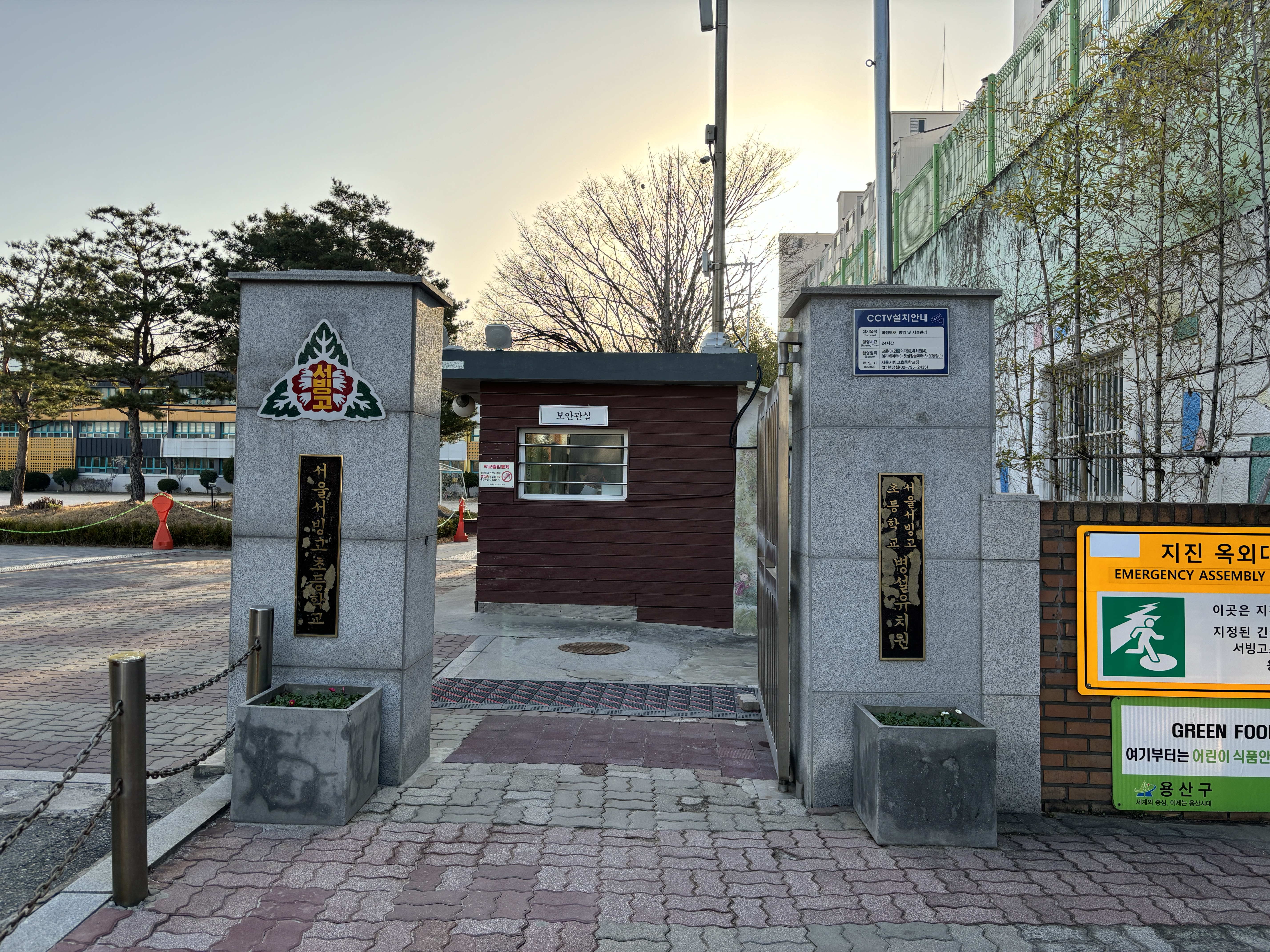
西冰庫初等學校
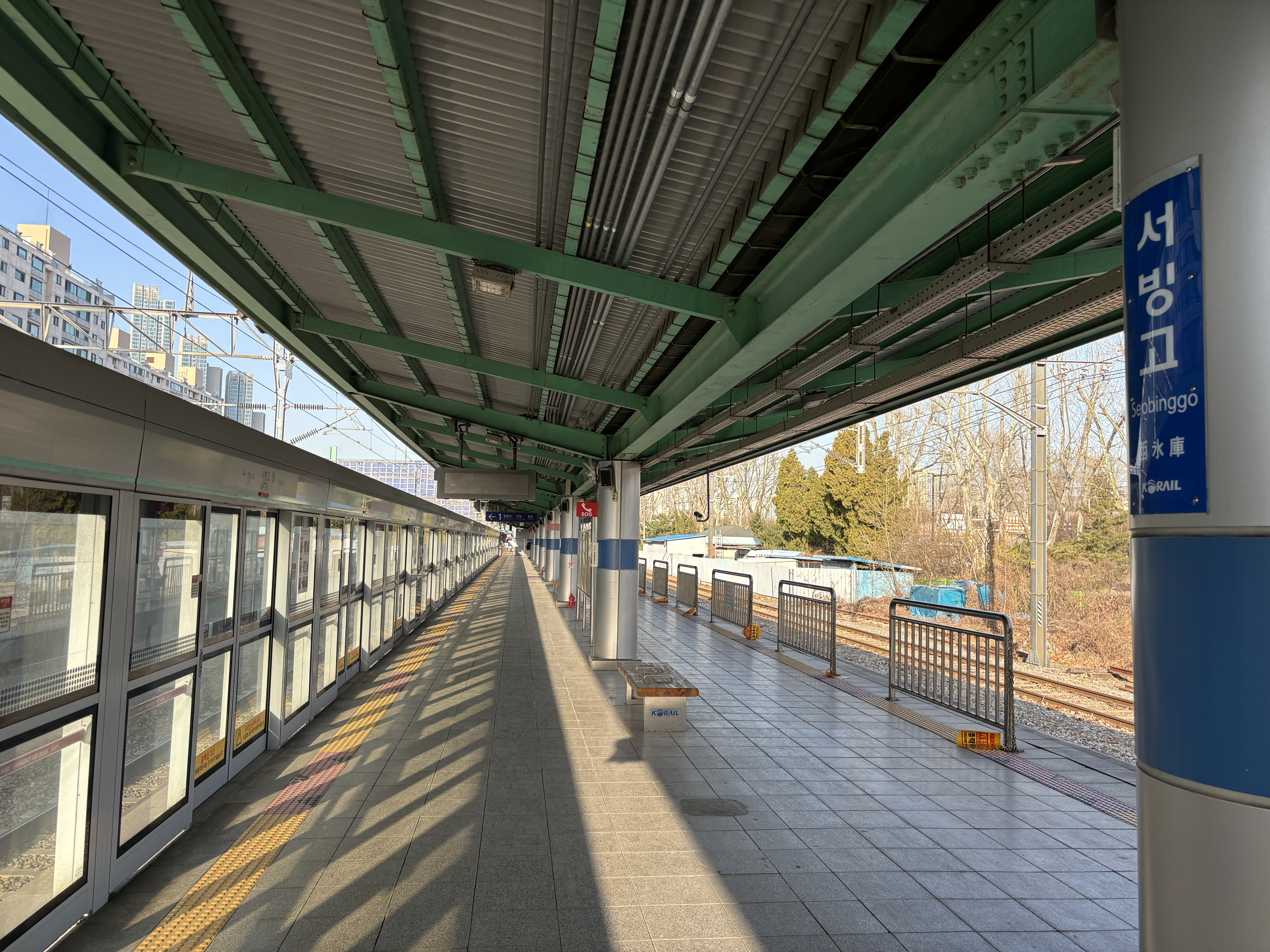
西冰庫站

## 下辖法定洞
- 西冰庫洞
- 東冰庫洞
- 鑄城洞
- 龍山洞6街

## 建筑
- 西冰庫初等學校
- 漢江中學
- 国军保安司令部西冰库分室（又称“西冰库酒店”）：由保安司令部对共处运营的拘留中心兼酷刑室，於1990年拆除[4]。

## 景點
- 龍山家族公園
- 國立中央博物館
- 國立諺文博物館

## 交通
- 盤浦大橋
- 銅雀大橋
- 京元線西冰庫站